# Formulation de Schvab-Zeldovitch
La formulation de Schvab-Zeldovitch (en anglais Shvab–Zeldovich formulation) a été développée par V. A. Schvab (1948) et Iakov Zeldovitch (1949) pour décrire simplement la dynamique d'un mélange gazeux réactif sous l'hypothèse d'un nombre de Prandtl et d'un nombre de Lewis unités. Elle montre d'une manière générale l'analogie formelle entre l'enthalpie totale et les fractions élémentaires dans le milieu. Elle est employée dans le cas plus spécifique de la combustion où Amable Liñán l'a généralisée pour un nombre de Lewis différent de l'unité.

## Équations de conservation pour un milieu hors équilibre chimique

### Conservation des espèces et de l'énergie
Les équation de conservation de la masse et de l'énergie pour un milieu réactif comportant {\displaystyle N_{e}} espèces s'écrivent,,, :
{\displaystyle {\frac {\partial (\rho c_{i})}{\partial t}}+{\vec {\nabla }}\cdot [\rho c_{i}{\vec {V}}+\rho {\vec {V}}_{D_{i}}]=\omega _{i}\,,\quad i=1,N_{e}}
{\displaystyle {\frac {\partial (\rho E)}{\partial t}}+{\vec {\nabla }}\cdot (\rho E{\vec {V}})=-p{\vec {\nabla }}\cdot {\vec {V}}-{\vec {\nabla }}\cdot {\vec {q}}+{\frac {1}{2\mu }}||\Sigma ||_{F}^{2}}
où
- {\displaystyle \rho } est la masse volumique ;
- {\displaystyle {\vec {V}}} la vitesse ;
- {\displaystyle E=e+{\frac {||{\vec {V}}||^{2}}{2}}} est l'énergie totale par unité de masse et {\displaystyle e=\rho \sum _{i=1}^{N_{e}}c_{i}e_{i}} l'énergie interne par unité de masse ;
- {\displaystyle {\vec {q}}=-\lambda {\vec {\nabla }}T+\rho \sum _{i=1}^{N_{e}}c_{i}h_{i}{\vec {V}}_{D_{i}}} est le flux de chaleur par unité de surface où on néglige l'effet Dufour ;
- {\displaystyle \lambda } est la conductivité thermique ;
- {\displaystyle h_{i}=e_{i}+{\frac {p_{i}}{\rho }}} l'enthalpie par unité de masse de l'espèce i ;
- {\displaystyle c_{i}} est la fraction massique :
- {\displaystyle p=\sum _{i=1}^{N_{e}}p_{i}} est la pression et {\displaystyle p_{i}} la pression partielle de l'espèce i ;
- {\displaystyle {\vec {V}}_{D_{i}}=-{\mathcal {D}}_{i}{\vec {\nabla }}c_{i}} est une approximation de la vitesse de diffusion par gradient de concentration, l'effet des gradients de température (effet Soret) et de pression sont négligés ;
- {\displaystyle \omega _{i}} est la masse formée par unité de volume et par unité de temps ;
- {\displaystyle ||\Sigma ||_{F}} est la norme de Frobenius du tenseur des contraintes visqueuses ;
- {\displaystyle \mu } est la viscosité dynamique.

Le rang du système de conservation des espèces est {\displaystyle N_{e}-1} puisque par définition {\displaystyle \sum _{i=1}^{N_{e}}c_{i}=1}, {\displaystyle \sum _{i=1}^{N_{e}}\rho {\vec {V}}_{D_{i}}=0} et qu'il ny a pas de création de masse {\displaystyle \sum _{i=1}^{N_{e}}\omega _{i}=0}. La somme de ces équations donne la conservation de masse globale :
{\displaystyle {\frac {\partial \rho }{\partial t}}+{\vec {\nabla }}\cdot (\rho {\vec {V}})=0}

### Conservation des éléments
On peut également écrire une équation de conservation pour chacun des {\displaystyle N_{A}} éléments présents dans le milieu, dont les fractions massiques sont :
{\displaystyle {\tilde {c}}_{k}={\mathcal {M}}_{k}\sum _{i=1}^{N}n_{ki}{\frac {c_{i}}{{\mathcal {M}}_{i}}}\,,\quad k=1,N_{A}}
où {\displaystyle n_{ki}} est le nombre d'éléments k dans l'espèce i et {\displaystyle {\mathcal {M}}_{k}} la masse molaire de l'atome k.
Dans l'hypothèse où tous les coefficients de diffusion sont égaux {\displaystyle \forall i\;{\mathcal {D}}_{i}={\mathcal {D}}} (c'est le cas si l'on suppose tous les coefficients binaire égaux, hypothèse assez mal vérifiée) et compte tenu de {\displaystyle \omega _{k}=0} on obtient un système de conservation pour les fractions élémentaires en sommant les équations sur les espèces prémultipliées par {\displaystyle {\mathcal {M}}_{k}\sum _{i=1}^{N_{e}}{\frac {n_{ki}}{{\mathcal {M}}_{i}}}} :
{\displaystyle {\frac {\partial (\rho {\tilde {c}}_{k})}{\partial t}}+{\vec {\nabla }}\cdot (\rho {\tilde {c}}_{k}{\vec {V}})={\vec {\nabla }}\cdot (\rho {\mathcal {D}}{\vec {\nabla }}{\tilde {c}}_{k})\,,\quad k=1,N_{A}}
ou, en tenant compte de la conservation de masse globale :
{\displaystyle \rho {\frac {\partial {\tilde {c}}_{k}}{\partial t}}+\rho {\vec {V}}\cdot {\vec {\nabla }}{\tilde {c}}_{k}={\vec {\nabla }}\cdot (\rho {\mathcal {D}}{\vec {\nabla }}{\tilde {c}}_{k})\,,\quad k=1,N_{A}}

## Méthode de Shvab-Zeldovich
L'équation de conservation de l'énergie peut être réécrite sous la forme suivante, :
{\displaystyle {\frac {\partial h_{T}}{\partial t}}+\rho {\vec {V}}\cdot {\vec {\nabla }}h_{T}={\vec {\nabla }}\cdot \left[{\frac {\mu }{\mathcal {Pr}}}{\vec {\nabla }}h_{T}+\mu \left(1-{\frac {1}{\mathcal {Pr}}}\right){\vec {\nabla }}\left({\frac {V^{2}}{2}}\right)+\left(1-{\frac {1}{\mathcal {Le}}}\right)\sum _{i=1}^{N_{e}}\rho {\mathcal {D}}h_{i}{\vec {\nabla }}c_{i}\right]}
où
- {\displaystyle {\mathcal {Pr}}={\frac {\mu C_{p}}{\lambda }}} est le nombre de Prandtl ;
- {\displaystyle {\mathcal {Le}}={\frac {\lambda }{\rho C_{p}{\mathcal {D}}}}} est le nombre de Lewis ;
- {\displaystyle h_{T}=\sum _{i=1}^{N_{e}}c_{i}h_{i}+{\frac {V^{2}}{2}}} est l'enthalpie totale.

Ces relations sont liées par :
{\displaystyle h_{i}=h_{i}^{0}+\int _{T_{0}}^{T}C_{p}dT'\,,\quad C_{p}=\sum _{i=1}^{N_{e}}c_{i}C_{p_{i}}}
On voit que l'hypothèse {\displaystyle {\mathcal {Le}}=1} fait disparaître la diffusion de l'équation. Si de plus on suppose {\displaystyle {\mathcal {Pr}}=1} on obtient {\displaystyle \mu =\rho {\mathcal {D}}} et l'équation de conservation de l'énergie se simplifie considérablement :
{\displaystyle {\frac {\partial h_{T}}{\partial t}}+\rho {\vec {V}}\cdot {\vec {\nabla }}h_{T}={\vec {\nabla }}\cdot (\rho {\mathcal {D}}{\vec {\nabla }}h_{T})}
Si on rapproche cette équation de celle de conservation des fractions élémentaires on voit qu'elles sont identiques : leurs solutions sont donc linéairement dépendantes. Toutefois la connaissance des fractions élémentaires ne permet pas en général de remonter à celles des fraction des espèces. Toutefois, dans le cas où il n'existe qu'une seule réaction, il est possible de définir un terme de production indépendant de l'espèce. Cette approximation est souvent utilisée dans les problèmes de combustion dans lesquels la diffusion est un phénomène prépondérant et les effets visqueux négligés.

## Méthode de Shvab-Zeldovich-Liñán
Les nombres de Lewis sont plus ou moins proches de l'unité : 1,07 pour {\displaystyle CO}, 0,99 pour {\displaystyle CH_{4}}, 1,1 pour l'air mais 0,41 pour {\displaystyle H_{2}} (valeurs à 1 700 K). La méthode de Shvab-Zeldovich a été modifiée par Amable Liñán en 1991 pour corriger des effets du nombre de Lewis,.
Liñán considère le cas de la combustion de combustible et d'oxydant, décrite par une flamme infiniment mince (limite de Burke–Schumann correspondante à une chimie infiniment rapide), dans l'approximation de faible nombre de Mach. La réaction est à une seule étape, les fractions massiques de l'oxydant et du combustible sont {\displaystyle c_{O}} et {\displaystyle c_{C}}, respectivement. La température est adimensionnée par {\displaystyle {\frac {Q}{C_{p}}}} où {\displaystyle C_{p}} est la chaleur massique et {\displaystyle Q} l'énergie par unité de masse issue de la combustion complète d'un mélange stœchiométrique. Ce milieu supposé ouvert (pression donnée) est décrit par les équations suivantes en négligeant la gravité :
{\displaystyle {\begin{aligned}\rho {\frac {\partial c_{C}}{\partial t}}+\rho {\vec {V}}\cdot {\vec {\nabla }}c_{C}&={\frac {1}{{\mathcal {Le}}_{C}}}{\vec {\nabla }}\cdot (\rho {\mathcal {D}}_{T}\nabla c_{C})-\omega \\\rho {\frac {\partial c_{O}}{\partial t}}+\rho {\vec {V}}\cdot {\vec {\nabla }}c_{O}&={\frac {1}{{\mathcal {Le}}_{O}}}{\vec {\nabla }}\cdot (\rho {\mathcal {D}}_{T}\nabla c_{O})-S\,\omega \\\rho {\frac {\partial T}{\partial t}}+\rho {\vec {V}}\cdot {\vec {\nabla }}T&=\nabla \cdot (\rho {\mathcal {D}}_{T}{\vec {\nabla }}T)+\omega \end{aligned}}}
{\displaystyle {\mathcal {Le}}_{C}} et {\displaystyle {\mathcal {Le}}_{O}} sont les nombres de Lewis. {\displaystyle S} est le rapport de mélange. Le taux de production chimique adimensionné est :
{\displaystyle \omega ={\mathcal {Da}}\,c_{C}\,c_{O}e^{-{\frac {E_{a}}{{\mathcal {R}}T}}}}
où {\displaystyle {\mathcal {Da}}} est le nombre de Damköhler et {\displaystyle E_{a}} l'énergie d'activation.
Dans l'hypothèse de la flamme mince combustible et oxydant ne coexistent pas {\displaystyle c_{C}\,c_{O}=0} presque partout. {\displaystyle \omega } est une distribution de Dirac.
Pour résoudre ce problème on introduit les fonctions suivantes :
{\displaystyle {\begin{aligned}Z={\frac {Sc_{C}-c_{O}+1}{S+1}},&\qquad {\tilde {Z}}={\frac {{\tilde {S}}c_{C}-c_{O}+1}{{\tilde {S}}+1}},\\H={\frac {T-T_{0}}{T_{s}-T_{0}}}+c_{C}+c_{O}-1,&\qquad {\tilde {H}}={\frac {T-T_{0}}{T_{s}-T_{0}}}+{\frac {c_{O}}{Le_{O}}}+{\frac {c_{C}-1}{Le_{C}}}\end{aligned}}}
où {\displaystyle {\tilde {S}}=SLe_{O}/Le_{C}}, {\displaystyle T_{0}} est la température du flux de carburant et {\displaystyle T_{s}} est la température de flamme adiabatique, toutes deux réduites par la température du flux d'oxydant. L'introduction de ces fonctions réduit les équations de conservation à :
{\displaystyle {\begin{aligned}\rho {\frac {\partial Z}{\partial t}}+\rho \mathbf {v} \cdot \nabla Z&={\frac {1}{Le_{m}}}\nabla \cdot (\rho {\mathcal {D}}_{T}\nabla {\tilde {Z}})\\\rho {\frac {\partial H}{\partial t}}+\rho \mathbf {v} \cdot \nabla H&=\nabla \cdot (\rho {\mathcal {D}}_{T}\nabla {\tilde {H}})\end{aligned}}}
où {\displaystyle Le_{m}=Le_{O}(S+1)/({\tilde {S}}+1)} est le nombre de Lewis moyen (ou effectif). La relation entre {\displaystyle Z} et {\displaystyle {\tilde {Z}}} et entre {\displaystyle H} et {\displaystyle {\tilde {H}}} peut être déduite des quantités décrivant la flamme :
- à la surface stœchiométrique (la surface de la flamme), {\displaystyle c_{C}} et {\displaystyle c_{O}} sont nuls, ce qui conduit à {\displaystyle Z=Z_{s}=1/(S+1)}, {\displaystyle {\tilde {Z}}={\tilde {Z}}_{s}=1/({\tilde {S}}+1)}, {\displaystyle H=H_{s}=(T_{f}-T_{0})/(T_{s}-T_{0})-1} et {\displaystyle {\tilde {H}}={\tilde {H}}_{s}=(T_{f}-T_{0})/(T_{s}-T_{0})-1/Le_{F}}, où {\displaystyle T_{f}} est la température de la flamme (réduite par la température du flux d'oxydant) qui n'est, en général, pas égale à {\displaystyle T_{s}} sauf si {\displaystyle Le_{F}=Le_{O}=1}.
- Côté combustible, puisque {\displaystyle c_{C}-1=c_{O}=T-T_{0}=0}, on a {\displaystyle Z-1={\tilde {Z}}-1=H={\tilde {H}}=0}.
- De même, côté oxydant, puisque {\displaystyle Y_{F}=Y_{O}-1=T-1=0}, on a {\displaystyle Z={\tilde {Z}}=H-(1-T_{0})/(T_{s}-T_{0})={\tilde {H}}-(1-T_{0})/(T_{s}-T_{0})-1/Le_{O}+1/Le_{C}=0}.

La condition d'équilibre définit {\displaystyle {\tilde {Z}}} :
{\displaystyle {\begin{aligned}{\tilde {Z}}<{\tilde {Z}}_{s}&\qquad c_{C}=0,\,\,\,c_{O}=1-{\frac {\tilde {Z}}{{\tilde {Z}}_{s}}}=1-{\frac {Z}{Z_{s}}},\\{\tilde {Z}}>{\tilde {Z}}_{s}&\qquad c_{O}=0,\,\,\,c_{C}={\frac {{\tilde {Z}}-{\tilde {Z}}_{s}}{1-{\tilde {Z}}_{s}}}={\frac {Z-Z_{s}}{1-Z_{s}}}\end{aligned}}}
Les relations ci-dessus définissent la fonction par morceaux {\displaystyle Z({\tilde {Z}})} :
{\displaystyle Z=\left\{{\begin{array}{rcl}{\tilde {Z}}/Le_{m}&{\text{si}}&{\tilde {Z}}<{\tilde {Z}}_{s}\\Z_{s}+Le({\tilde {Z}}-{\tilde {Z}}_{s})/Le_{m}&{\text{si}}&{\tilde {Z}}>{\tilde {Z}}_{s}\end{array}}\right.}
où {\displaystyle Le_{m}={\tilde {Z}}_{s}/Z_{s}=(S+1)/(S/Le_{F}+1)} est un nombre de Lewis moyen.
Cela conduit à une équation non linéaire pour {\displaystyle {\tilde {Z}}}. Étant donné que {\displaystyle H-{\tilde {H}}} n'est fonction que de {\displaystyle Y_{F}} et {\displaystyle Y_{O}}, les expressions ci-dessus peuvent être utilisées pour définir la fonction {\displaystyle H({\tilde {Z}},{\tilde {H}})} :
{\displaystyle H={\tilde {H}}+\left\{{\begin{array}{rcl}(1/Le_{F}-1)-(1/Le_{O}-1)(1-{\tilde {Z}}/{\tilde {Z}}_{s})&{\text{si}}&{\tilde {Z}}<{\tilde {Z}}_{s}\\(1/Le_{F}-1)(1-{\tilde {Z}})/(1-{\tilde {Z}}_{s})&{\text{si}}&{\tilde {Z}}>{\tilde {Z}}_{s}\end{array}}\right.}
Le problème peut être résolu avec des conditions aux limites appropriées pour {\displaystyle {\tilde {H}}}.
On montre que {\displaystyle {\tilde {Z}}} et {\displaystyle {\tilde {H}}} sont des fonctions continues à dérivées continues à la traversée de la flamme alors que {\displaystyle Z} et {\displaystyle H} présentent des sauts du gradient.